# Je suis Charlie

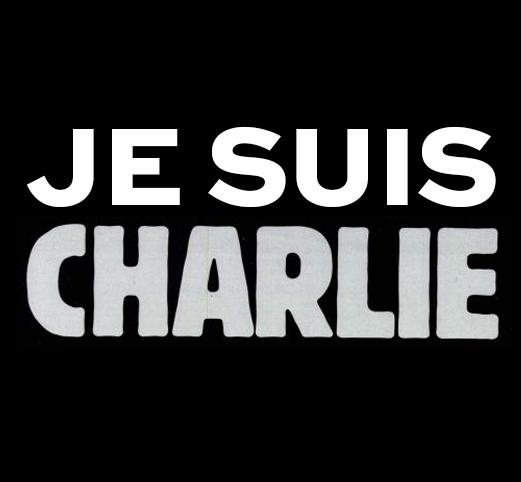
Původní podoba loga „Je suis Charlie“ zveřejněná Joachimem Roncimem na Twitteru

„Je suis Charlie“ (výslovnost [ʒə sɥi ʃaʁ.li]; z francouzštiny; česky „Já jsem Charlie“), často psaný také jako hashtag #JeSuisCharlie, je slogan, který byl v lednu 2015 masově užívaný lidmi, kteří se solidarizovali s oběťmi útoku na redakci časopisu Charlie Hebdo a vyjadřovali podporu svobodě slova.
Slogan vymyslel art director časopisu Stylist Joachim Roncin a umístil jej 7. ledna 2015 ve 12:52 SEČ (tedy asi hodinu a půl po útoku) na Twitter, odkud se rychle rozšířil do celého světa. Grafická podoba sloganu vychází ze stylu časopisu Charlie Hebdo, který slogan také převzal a zveřejnil na svých stránkách.
Slogan záhy převzala a šířila další internetová i tištěná média a také mnozí kreslíři a karikaturisté, lidé jej nosili vytištěný na demonstrace a pietní shromáždění. Hastag #JeSuisCharlie byl během prvních tří dní po útoku použit na Twitteru pětmilionkrát.

## Je suis Ahmed
Mnozí lidé, kteří se s ostrou satirou Charlie Hebdo, a tedy i se sloganem Je suis Charlie, nedokázali ztotožnit, a přesto chtěli vyjádřit solidaritu s oběťmi, používali slogan „Je suis Ahmed“, který vymyslel a na Twitteru zveřejnil spisovatel Dyab Abou Jahjah. Chtěl tak upozornit na skutečnost, že policista Ahmed Merabet, který byl zabit při útoku, byl muslimského vyznání, a zahynul, když „bránil právo časopisu Charlie Hebdo vysmívat se jeho víře a kultuře“.